# Centre européen pour la conservation de la nature
 (mars 2017).
Si vous disposez d'ouvrages ou d'articles de référence ou si vous connaissez des sites web de qualité traitant du thème abordé ici, merci de compléter l'article en donnant les références utiles à sa vérifiabilité et en les liant à la section « Notes et références ».
Le Centre européen pour la conservation de la nature (European centre for nature conservation ou ECNC) est une ONG européenne du domaine de la conservation de la nature et de la biodiversité, dont le siège est basé aux Pays-Bas (Tilbourg)

## Historique
Fondé en 1993 comme un think tank européen pour la conservation de la nature par Albert Klinkenbergh. L’ECNC est devenu un centre européen d’expertise sur la biodiversité reconnu et à l’origine de nombreuses innovations[réf. nécessaire].

## Objectifs
Son objectif est de promouvoir la conservation et l’utilisation durable de la nature notamment de la biodiversité et de la naturalité en Europe, avec la volonté d’intégrer ces considérations transversalement dans les autres politiques.

## Financement
Cette ONG est soutenue financièrement par de nombreuses organisations et institutions :
- gouvernements nationaux ;
- Union européenne ;
- gouvernements locaux/régionaux ;
- organisations intergouvernementales ;
- secteur privé ;
- autres (instituts de recherche, ONG..)

## Fonctionnement
Une équipe de 21 membres basée à Tilbourg, ainsi qu’un membre basé à Paris (European Topic for Biological Diversity) qui travaille via des partenariats et alliances développés avec
- Partenaires du réseau
- EUCC-Costal Union (Union Côtière)
- Agence européenne pour l’environnement
- Centre thématique européen sur la diversité biologique (AEE)
- UNEP Europe (programme des Nations Unies pour l’environnement)
- Conseil de l’Europe (avec lequel ECNC a un cosecrétariat au sein du Comité d’expert sur le réseau écologique paneuropéen)
- Eurosite
- Countdown 2010
- UICN
- Forum Européen pour la conservation de la nature et du pastoralisme
- Réseau européen ALTER-net (A Long-Term Biodiversity, Ecosystem and Awareness Research Network)
- Netherlands Environmental Assessment Agency
- The Joint Secretariat of the Pan-European Biological and Landscape Diversity Strategy

## Programmes

### Nature et société
Programme qui tend à améliorer la connaissance du contexte social et culturel de la conservation de la nature.

### Économie et biodiversité
Tend à promouvoir l’intégration des questions relatives à la biodiversité dans les secteurs économiques et financiers.

### Réseau écologique européen
Soutient l’établissement de ce réseau à travers le développement de réseaux nationaux et régionaux en Europe.
Le développement de ce réseau est basé sur des objectifs communs adoptés par les EM et se construit par la mise en application des instruments européens de protection de la nature notamment le réseau Natura 2000 et le réseau Émeraude.

### État de la biodiversité européenne
Construire et développer la connaissance sur les impacts des politiques et des activités économiques sur la biodiversité.

### Support aux politiques
Ce programme s'attache aux politiques nationales, européennes, paneuropéennes et internationales, mais aussi aux priorités régionales et locales. Apporte son soutien dans la mise en œuvre des politiques relatives à la biodiversité.

## Espaces marins et littoraux
Depuis 2005, le centre coopère avec l’Union côtière EUCC-Costal Union afin de répondre aux questions relatives à la conservation de la biodiversité marine, aux nouvelles normes de gestion côtières…